# 파이브 데이즈 원 썸머
파이브 데이즈 원 썸머(Five Days One Summer)는 미국에서 제작된 프레드 진네만 감독의 1982년 드라마 영화이다. 벳시 브랜틀리 등이 주연으로 출연하였다.

## 출연

### 주연
- 벳시 브랜틀리
- 숀 코네리
- 램버트 윌슨